# Roberto Siucho
Roberto Siucho Neira, noto semplicemente come Roberto Siucho (Lima, 7 febbraio 1997), è un calciatore peruviano, centrocampista svincolato.

## Caratteristiche tecniche
È un trequartista.

## Carriera

### Club
Cresciuto nelle giovanili dell'Universitario, ha esordito in prima squadra il 15 luglio 2013 disputando l'incontro di Campeonato Descentralizado pareggiato 0-0 contro il Real Garcilaso.

### Nazionale
Con la nazionale Under-20 peruviana ha preso parte al Sudamericano Under-20 2017.

## Palmarès

### Competizioni nazionali
- Campionato peruviano: 2

Universitario: 2013, 2023